# Barry Brook
Pour les articles homonymes, voir Brook.
Barry William Brook (né le 28 février 1974 à Melbourne, Australie) est un scientifique australien. Il est professeur lauréat australien du Conseil australien de la recherche et titulaire de la chaire de durabilité environnementale à l'Université de Tasmanie à la Faculté des sciences, de l'ingénierie et de la technologie. Il était auparavant ARC Future Fellow à la School of Earth and Environmental Sciences de l'Université d'Adélaïde, en Australie, où il a occupé la chaire Sir Hubert Wilkins sur le changement climatique (en) de 2007 à 2014. Il a également été directeur des sciences du climat à l'Environment Institute.

## Enfance et éducation
Brook a fréquenté le lycée de Coonabarabran, avant d'étudier à l'université Macquarie de Sydney, où il a obtenu un BSc (First Class Honours) en biologie et informatique, et un doctorat en analyse de viabilité des populations et biologie de la conservation.

## Carrière
Brook est un écologiste qui a publié trois livres et plus de 300 articles scientifiques évalués par des pairs, est un chercheur hautement cité de l'Institute for Scientific Information (ISI) et écrit régulièrement des articles d'opinion et des articles populaires pour les médias. Il est connu pour ses travaux sur les modèles de systèmes écologiques, la biologie de la conservation, la paléoécologie, l'énergie durable et les impacts du changement climatique.
Il est un fervent partisan de l'énergie nucléaire en tant que source d'énergie viable sans carbone pour le remplacement en gros des combustibles fossiles, en particulier en utilisant la technologie de génération IV (en) qui recycle le combustible nucléaire irradié, comme le réacteur rapide intégral (en) . Son livre le plus récent est Why vs Why: Nuclear Power, co-écrit par Ian Lowe. Les deux auteurs présentent des points de vue opposés.
Brook a créé le blog Brave New Climate qui a fonctionné pendant environ cinq ans à partir de 2008. Au lendemain de la catastrophe de Fukushima, Brook a fait valoir que les conséquences seraient probablement minimes, une affirmation qu'il a ensuite rétractée .
En 2011, Brook a co-écrit une « Série nucléaire » d'articles pour la Chambre des mines et de l'énergie d'Australie-Méridionale (en) avec Ben Heard (en) et Australia's Nuclear Options, un document de perspective politique pour le CEDA (Comité pour le développement économique de l'Australie). Brook a contribué au premier des cinq chapitres de ce dernier, intitulé Le rôle de l'énergie de fission nucléaire dans l'atténuation des futures émissions de carbone . Les autres chapitres ont été écrits par les autres défenseurs Anthony Owen (en) (UCL), Tony Wood (en) (Grattan Institute (en)), Tony Irwin (en) (Engineers Australia (en)) et Tom Quirk (en) (un physicien nucléaire).
Dans une lettre ouverte de décembre 2014 qu'il a dirigée, 75 scientifiques de premier plan ont exhorté les écologistes à mettre de côté leurs idées préconçues sur l'énergie nucléaire. Ils expriment leur soutien à un article intitulé Rôle clé de l'énergie nucléaire dans la conservation de la biodiversité mondiale, écrit par Brook, déclarant qu'il a fourni « des preuves solides de la nécessité d'accepter un rôle substantiel pour les systèmes d'énergie nucléaire avancés » dans le cadre d'une gamme de technologies énergétiques durables. « Tout comme les principaux scientifiques du climat ont récemment préconisé le développement de systèmes d'énergie nucléaire sûrs de nouvelle génération pour lutter contre le changement climatique mondial … nous prions la communauté de la conservation et de l'environnement de peser le pour et le contre des différentes sources d'énergie en utilisant des preuves objectives et des compromis pragmatiques, plutôt que de simplement se fier à des perceptions idéalistes de ce qui est « vert ».
Le plaidoyer de Brook en faveur de l'énergie nucléaire a été contesté par les opposants aux industries nucléaires, dont l'environnementaliste Jim Green (en) de Friends of the Earth Australia (en). Brook a également critiqué les militants antinucléaires et a qualifié en 2015 le parti politique des Verts (SA Branch) (en) et la Coalition Australian Youth Climate de « tristes » et de « de moins en moins pertinents » après avoir exprimé leur opposition au développement de l'industrie nucléaire.
En février 2015, le Premier ministre d'Australie-Méridionale Jay Weatherill a annoncé la création de la Commission royale sur le cycle du combustible nucléaire (en) chargée d'étudier le potentiel d'un rôle accru de l'État dans tous les aspects de l'industrie nucléaire (exploitation minière, enrichissement, retraitement, gestion des déchets et production d'électricité nucléaire). Brook a qualifié l'annonce de "réel progrès". En avril 2015, Brook était l'un des cinq membres nommés au comité consultatif d'experts de la Commission royale, avec Ian Lowe, le scientifique en chef de la SA, le Dr Leanna Read (en), Timothy Stone (en) et John Carlsson, pour fournir des conseils de haut niveau. Le commissaire Kevin Scarce a déclaré que « les membres de ce comité ont été choisis pour s'assurer que la Commission reçoive un large éventail de conseils et reflète la diversité des points de vue de la communauté » .
Brook, avec 17 autres spécialistes de l'environnement , a publié An Ecomodernist Manifesto en avril 2015, qui représentait une déclaration de principes pour un nouvel environnementalisme. Le résumé du manifeste dit : « Nous offrons cette déclaration dans la conviction que la prospérité humaine et une planète écologiquement dynamique sont non seulement possibles, mais également inséparables. En nous engageant dans les processus réels, déjà en cours, qui ont commencé à dissocier le bien-être humain de la destruction de l'environnement, nous pensons qu'un tel avenir pourrait être atteint. En tant que tel, nous adoptons une vision optimiste des capacités humaines et de l'avenir ». Il a été décrit par Eduardo Porter du New York Times comme une « ... nouvelle stratégie [qui], bien sûr, présente de grands défis ».

## Adhésions
Brook a occupé des postes au sein de plusieurs conseils consultatifs, comités et conseils. Il s'agit notamment du Conseil australien de la recherche, du Premier's Climate Change Council (en) d'Australie-Méridionale (2007-2010),, du Premier's Science and Research Council (en), de la Nuclear Fuel Cycle Royal Commission, du Comité international des prix du Global Energy Prize (en)  et du conseil consultatif du Barbara Hardy Institute de l'Université d'Australie-Méridionale,. Il milite également pour le Conseil scientifique à but non lucratif pour les initiatives mondiales.

## Résidences
Brook a vécu à Melbourne, Bristol (Royaume-Uni), Coonabarabran, Sydney, Darwin, Adélaïde, Kyoto (Japon) et réside actuellement près de Hobart, en Tasmanie.

## Récompenses et prix
- 2016-21 : Australian Laureate Fellowship (en), Conseil australien de la recherche [20]
- 2014-15 : Chercheur hautement cité de Thompson Reuters, Environnement/Écologie [21]
- 2013 : Scopus Chercheur de l'année, Sciences de la vie et Sciences biologiques [22].
- 2010 : Éducateur en sciences communautaires de l'année, Prix d'excellence en sciences[23].
- 2007 : Cosmos Bright Sparks Award : l'un des 10 meilleurs jeunes scientifiques d'Australie[24].
- 2007 : Médaille HG Andrewartha : Royal Society of SA. Décerné pour une recherche exceptionnelle par un scientifique de moins de 40 ans (toute discipline)[25].
- 2006 : Médaille Fenner : Académie australienne des sciences. Décerné pour des recherches distinguées en biologie par un scientifique de moins de 40 ans[26].
- 2006 : Médaille Edgeworth David : Royal Society of NSW. Décerné pour une recherche exceptionnelle par un scientifique de moins de 35 ans (toute discipline)[27].
- 1999 : Australian Flora Foundation Prize, Australian Flora Foundation [28].

## Livre sur l'énergie nucléaire
Dans le livre de 2010 Why vs. Why: Nuclear Power  Barry Brook et Ian Lowe débattent et articulent le débat sur l'énergie nucléaire. Brook soutient qu'il y a sept raisons pour lesquelles les gens devraient dire « oui » à l'énergie nucléaire  :

- "Parce que les énergies renouvelables et l'efficacité énergétique ne résoudront pas les crises énergétique et climatique
- Parce que le combustible nucléaire est pratiquement illimité et a un énorme impact énergétique
- Parce que la nouvelle technologie résout le problème des « déchets nucléaires »
- Parce que le nucléaire est l'option énergétique la plus sûre
- Parce que l'énergie nucléaire avancée renforcera la sécurité mondiale
- Parce que les coûts réels de l'énergie nucléaire sont inférieurs à ceux des combustibles fossiles ou des énergies renouvelables
- Parce que le nucléaire peut conduire la révolution des « énergies propres »

Lowe soutient qu'il y a sept raisons pour lesquelles les gens devraient dire « non » à l'énergie nucléaire  :

- "Parce que ce n'est pas une réponse assez rapide au changement climatique
- car c'est trop cher
- Parce que le besoin en électricité de base est exagéré
- Parce que le problème des déchets n'est toujours pas résolu
- Parce que cela augmentera le risque de guerre nucléaire
- Parce qu'il y a des problèmes de sécurité
- Parce qu'il y a de meilleures alternatives"